# Mfiondu Kabengele
Mfiondu Tshimanga Kabengele (* 14. August 1997) ist ein kanadischer Basketballspieler kongolesischer Abstammung.

## Laufbahn
Kabengeles Eltern wanderten vom Kongo nach Kanada aus, wo er geboren wurde. Seine Mutter ist die Schwester des ehemaligen Basketballprofis Dikembe Mutombo. Kabengele wuchs in Burlington (Provinz Ontario) auf und kam als Kind zum Basketball, als eine Trainerin seine Sportlichkeit sah und daraufhin seine Mutter ansprach. Er spielte in Burlington an der Corpus Christi Catholic Secondary School. 2015 ging er in die Vereinigten Staaten und verstärkte die Mannschaft des Bosco Institutes nahe Chicago.
2016 nahm er ein Studium (Hauptfach: Internationale Beziehungen) an der Florida State University auf. In der Saison 2016/17 nahm er nicht am Spiel-, sondern lediglich am Übungsbetrieb der Basketballmannschaft der Hochschule teil, anschließend stand Kabengele bis zum Ende des Spieljahres 2018/19 in 71 Begegnungen auf dem Feld und erzielte im Durchschnitt 10,3 Punkte, 5,3 Rebounds und 1,2 Blocks je Partie. Er wurde 2018/19 als bester Einwechselspieler („sechster Mann“) der Atlantic Coast Conference (ACC) ausgezeichnet.
Anfang April 2019 gab er das Ende seiner Universitätslaufbahn bekannt, um ins Profilager zu wechseln und sich für das Draft-Verfahren der NBA einzuschreiben. Die Brooklyn Nets wählten ihn in der ersten Runde an 27. Stelle aus und transferierten ihn sofort weiter zu den Los Angeles Clippers. Im April 2021 erhielt er einen Vertrag von den Cleveland Cavaliers, im Juli 2022 wurde er von den Boston Celtics verpflichtet.
AEK Athen verpflichtete den Kanadier in der Sommerpause 2023, Ende Dezember 2023 schloss er sich Reyer Venezia Mestre an. Im Eurocup überzeugte Kabengele in der Saison 2024/25 mit einem Durchschnitt von 9,7 Rebounds je Begegnung, was den Höchstwert in dem Wettbewerb bedeutete. Er erzielte ebenfalls einen Mittelwert von 15,4 Punkten. Im Juli 2025 stattete Dubai Basketball, das zuvor die Zulassung zur Euroleague erhalten hatte, den Kanadier mit einem Zweijahresvertrag aus.

## Karriere-Statistiken

### NBA

#### Hauptrunde
| Saison  | Team          | GP | GS | MPG | FG % | 3P % | FT %  | RPG | APG | SPG | BPG | PPG |
| ------- | ------------- | -- | -- | --- | ---- | ---- | ----- | --- | --- | --- | --- | --- |
| 2019–20 | L.A. Clippers | 12 | 0  | 5.3 | .438 | .450 | 1.000 | 0.9 | 0.2 | 0.2 | 0.2 | 3.5 |
| Gesamt  | Gesamt        | 12 | 0  | 5.3 | .438 | .450 | 1.000 | 0.9 | 0.2 | 0.2 | 0.2 | 3.5 |